# مير جاكر رند
جاكر خان رند (1468 – 1565  ) ( بلوشية : میر چاکَر ھان رِند) كان زعيمًا بلوشيًا أسس الكونفدرالية البلوشية الثانية (1487–1512). كما ساعد الإمبراطور المغولي همايون في إعادة غزو السند والبنجاب والهند. 